# Bolonha (província)
A província de Bolonha é uma província italiana da região da Emília-Romanha com cerca de 944 297 habitantes, densidade de 152 hab/km². Está dividida em 60 comunas, sendo a capital Bologna.
Faz fronteira a norte com a província de Ferrara, a este com a província de Ravena, a sul com a Toscana (província de Florença, província de Prato e província de Pistoia) e a oeste com a província de Módena.

## Geografia
O território da província de Bolonha contém a parte sudeste de Emilio e sete comunidades totalmente localizadas na Romagna: Borgo Tossignano, Casalfiumanese, Castel del Rio, Dozza, Fontanelice, Imola e Mordano.
As regiões montanhosas constituem 21,3% do território; faixa de morro constitui 35,9%; planícies constituem 42,8%.

Os principais rios são Reno, Savena, Idice e Santerno; enquanto isso, os principais torrents são Samoggia, Setta e Sillaro.